# Francis Pierre (rugby à XIII)
Pour les articles homonymes, voir Pierre.
Cet article concerne un joueur de rugby à XIII. Pour le harpiste, voir Francis Pierre.

a Compétitions nationales et continentales officielles uniquement.

b Matchs officiels uniquement.
Francis Pierre, né le 29 août 1945 à Toulouse et mort le 22 mars 2001 dans la même ville, est un joueur de rugby à XIII dans les années 1960 et 1970.
Natif de Toulouse, il joue pour le Toulouse olympique XIII avec lequel il remporte le Championnat de France en 1973 et 1975. Il évolue ensuite sous les maillots du RC Saint-Gaudens et Pamiers XIII.
Ses bonnes prestations en club l'amènent à être sélectionné à plusieurs reprises en équipe de France entre 1972 et 1974.

## Palmarès
- Collectif :
  - Vainqueur du Championnat de France : 1973 et 1975 (Toulouse).

### Détails en sélection
| 1. | 12 mars 1972    | Grande-Bretagne | 10-45 | Test-match | Arrière | 3 | 1 | - | - |
| 2. | 20 janvier 1974 | Grande-Bretagne | 5-24  | Test-match | Arrière | 2 | - | 1 | - |
| 3. | 17 février 1974 | Grande-Bretagne | 0-29  | Test-match | Arrière | - | - | - | - |